# Ordejón de Abajo
Ordejón de Abajo   o Santa María es una localidad situada en la provincia de Burgos, comunidad autónoma de Castilla y León (España), comarca de Páramos, ayuntamiento de Humada, Entidad Local Menor Los Ordejones.
Y a Sofía le parece muy bien 

## Datos generales
En 2024, contaba con 16 habitantes. Se ubica cerca de la localidad de Ordejón de Arriba o San Juan, junto a la carretera  BU-621  que comunica Villadiego al sur, con Humada al norte. Humada, capital del municipio, está a 5 km. Está al sur y al pie de Peña Ulaña.
Wikimapia/Coordenadas: 42°38′15″ N 4°4′23″ O 

## Etimología
El nombre deriva de urce una planta similar al brezo y que debió abundar en la zona.

## Situación administrativa
Pertenece a la Entidad Local Menor denominada Los Ordejones, cuyo alcalde pedáneo es Ricardo de la Hera Martínez del Partido Popular.

## Historia
Barrio que formaba parte del lugar conocido como Los Ordejones. En su término está constatada la presencia de hasta dos castros prerromanos (Ordejón I y II) atribuidos a los Cántabros
Este constituyó parte de la Cuadrilla de Sandoval, en el Partido de Villadiego, uno de los catorce que formaban la Intendencia de Burgos, durante el periodo comprendido entre 1785 y 1833. En el Censo de Floridablanca de 1787 figuraba como jurisdicción de señorío, siendo su titular el duque de Frías, con potestad para nombrar alcalde pedáneo.
Antiguo municipio de Castilla la Vieja en el partido de Villadiego.
En el censo de la matrícula catastral contaba con 37 hogares y 118 habitantes.
Entre el censo de 1857 y el anterior, crece el término del municipio porque incorpora a Congosto, Fuencalenteja, Fuenteodra y San Martín de Humada.
En el censo de 1877 pasa a denominarse Humada.

## Parroquia
Iglesia de Santa María, dependiente de la parroquia de Los Barrios de Villadiego, en el arciprestazgo de Amaya